# Анатолиј Рагулин
Анатолиј Павлович Рагулин (рус. Анатолий  Павлович Рагулин; Москва, 5. мај 1941 − Москва, 24. април 2016) био је совјетски и руски хокејаш на леду, касније и хокејашки тренер, који је током играчке каријере играо на позицијама голмана. Заслужни је тренер Совјетског Савеза и мајстор спорта међународног значаја.
Један је од тројице идентичних близанаца Рагулин − Александар Павлович (1941−2004) био је хокејаш, мајстор спорта и заслужни совјетски тренер и један од најбољих совјетских одбрамбених играча свих времена и Михаил Павлович (1941), аматерски хокејаш, тренер флорбола и мајстор спорта.  
Током каријере играо је за екипе Химика, московског ЦСКА, ХК Крила совјетов и ХК Дизељ Пенза. По окончању играчке каријере 20 година је радио као тренер за физичку културу совјетских косманаута.